# Energía eólica en Ohio
La energía eólica en Ohio tiene una larga historia y, a partir de 2016, Ohio tenía 545 MW de instalaciones de energía eólica a escala de servicio público, responsables del 1.1% de la electricidad generada en el estado. Más de 1000 MW más estaban en construcción o pendientes de aprobación. Algunas instalaciones se han convertido en atractivos turísticos . Ha habido un aumento repentino en la capacidad de generación, ya que la generación total de energía eólica en el estado en 2010 fue de solo 9.7 MW.
El primer gran parque eólico de Ohio, Timber Road II cerca de Payne en el noroeste de Ohio, se inauguró el 6 de octubre de 2011.

## Capacidad instalada y recursos eólicos.
La siguiente tabla compara el crecimiento en la capacidad de la placa de identificación de energía eólica instalada en megavatios (MW) para Ohio, Texas, California y el resto de los Estados Unidos desde 1999.
| \| Año \| Ohio \| Texas \| California \| Resto de EE.UU \| \| ---- \| ----- \| ------ \| ---------- \| -------------- \| \| 1999 \| 0 \| 180 \| 1,646 \| 2,500 \| \| 2000 \| 0 \| 181 \| 1,646 \| 2,566 \| \| 2001 \| 0 \| 1,096 \| 1,714 \| 4,261 \| \| 2002 \| 0 \| 1,096 \| 1,822 \| 4,685 \| \| 2003 \| 3.6 \| 1,293 \| 2,043 \| 6,374 \| \| 2004 \| 7.2 \| 1,293 \| 2,096 \| 6,740 \| \| 2005 \| 7.2 \| 1,995 \| 2,150 \| 9,149 \| \| 2006 \| 7.4 \| 2,739 \| 2,376 \| 11,575 \| \| 2007 \| 7.4 \| 4,296 \| 2,439 \| 16,596 \| \| 2008 \| 7.4 \| 7,116 \| 2,517 \| 25,410 \| \| 2009 \| 7.4 \| 9,403 \| 2,798 \| 34,863 \| \| 2010 \| 9.6 \| 10,089 \| 3,253 \| 40,267 \| \| 2011 \| 112.0 \| 10,377 \| 3,927 \| 46,918 \| |       |        |            |                |
| Año | Ohio  | Texas  | California | Resto de EE.UU |
| 1999 | 0     | 180    | 1,646      | 2,500          |
| 2000 | 0     | 181    | 1,646      | 2,566          |
| 2001 | 0     | 1,096  | 1,714      | 4,261          |
| 2002 | 0     | 1,096  | 1,822      | 4,685          |
| 2003 | 3.6   | 1,293  | 2,043      | 6,374          |
| 2004 | 7.2   | 1,293  | 2,096      | 6,740          |
| 2005 | 7.2   | 1,995  | 2,150      | 9,149          |
| 2006 | 7.4   | 2,739  | 2,376      | 11,575         |
| 2007 | 7.4   | 4,296  | 2,439      | 16,596         |
| 2008 | 7.4   | 7,116  | 2,517      | 25,410         |
| 2009 | 7.4   | 9,403  | 2,798      | 34,863         |
| 2010 | 9.6   | 10,089 | 3,253      | 40,267         |
| 2011 | 112.0 | 10,377 | 3,927      | 46,918         |

Un gran recurso no desarrollado de viento en Ohio es el lago Erie . Su poca profundidad y el resguardo de los huracanes brindan ventajas tanto en términos de facilidad de construcción como de seguridad de la inversión. Aunque los parques eólicos terrestres con frecuencia tienen menores costos de emplazamiento, los parques eólicos marinos generalmente tienen mejores vientos, ya que las aguas abiertas carecen de obstáculos como bosques, edificios y colinas. 
El 11 de febrero de 2010, el Laboratorio Nacional de Energía Renovable lanzó la primera actualización exhaustiva del potencial de energía eólica por estado desde 1993, lo que demuestra que Ohio tenía potencial para instalar 55 GW de capacidad de placa de energía eólica terrestre, generando 152 TWh anuales. Para comparación, Ohio consumió 160.176 TWh de electricidad en 2005; toda la industria de energía eólica de EE. UU. Producía a una tasa anual de aproximadamente 50 TWh a fines de 2008; y la presa Three Gorges (la estación de generación de electricidad más grande del mundo) produjo un promedio de 80 TWh / año en 2008 y 2009. 

## Parques eólicos
A 2008 , Ohio tenía un parque eólico a gran escala, una única instalación de energía eólica con turbinas grandes y dos más en desarrollo. 

### Parque eólico de American Municipal Power Inc
El parque eólico de AMP se encuentra en las siguientes coordenadas :( 41°22′46″N 83°44′16″O / 41.379481, -83.737707 ) al oeste de Bowling Green, en Wood County, se encuentra el primer parque eólico a escala de servicios públicos de Ohio. Consiste en cuatro aerogeneradores Vestas V80-1.8MW que dan una capacidad de placa combinada de 7.2   MW . Las primeras dos unidades se pusieron en línea en 2003, y las dos segundas en 2004, junto al relleno sanitario del Condado de Wood. Los aerogeneradores del parque eólico de US $ 10 millones son altamente visibles por millas en todas las direcciones, y se han convertido en una atracción turística, ya que regularmente albergan autobuses llenos de niños de escuela. Un quiosco con energía solar en el sitio proporciona datos a los visitantes sobre el proyecto, la velocidad actual del viento y la generación de energía en tiempo real.

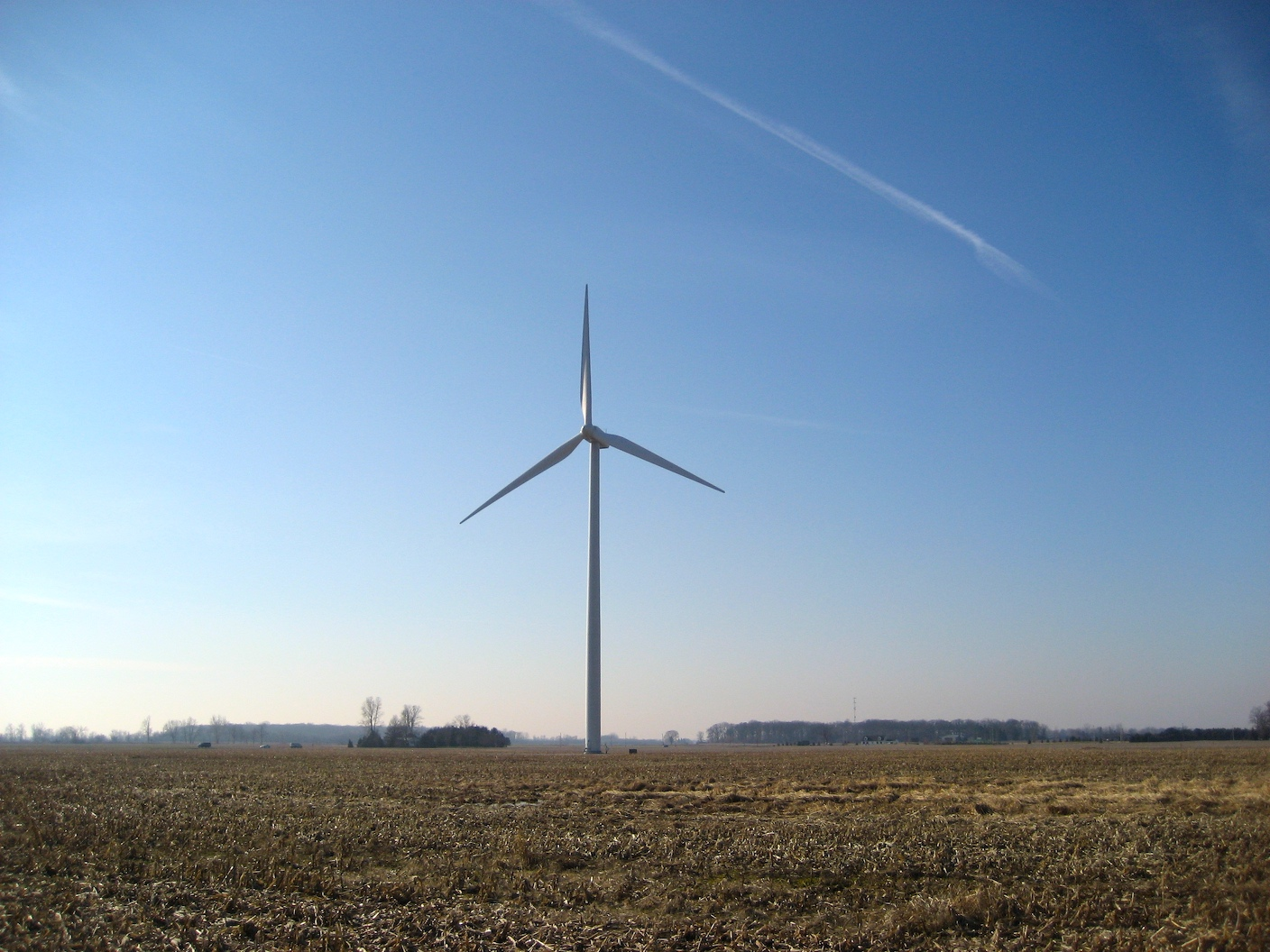
Turbina de viento Vestas V80-1.8MW fuera de Bowling Green, Ohio
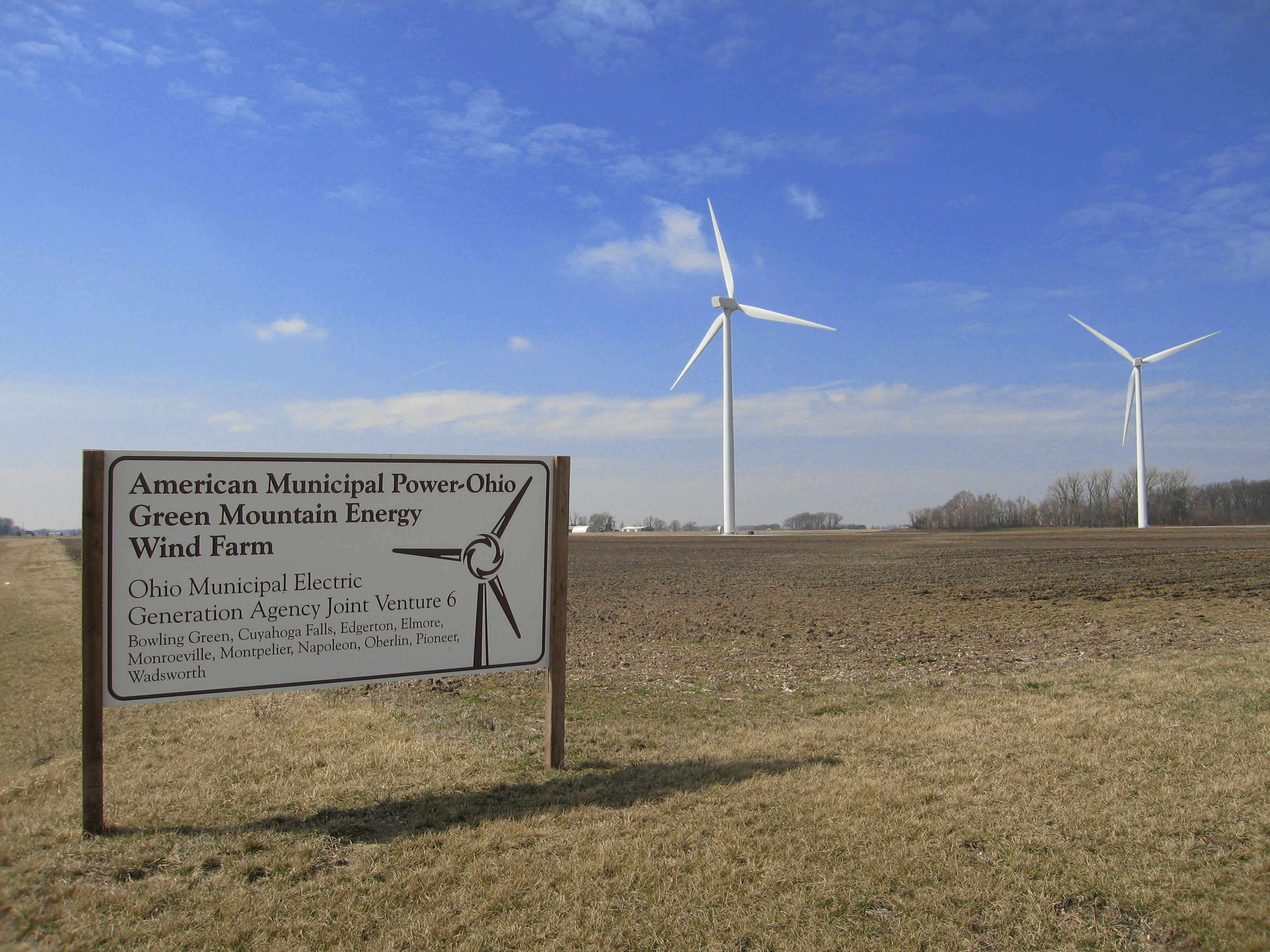
Señal de entrada, turbinas sur.
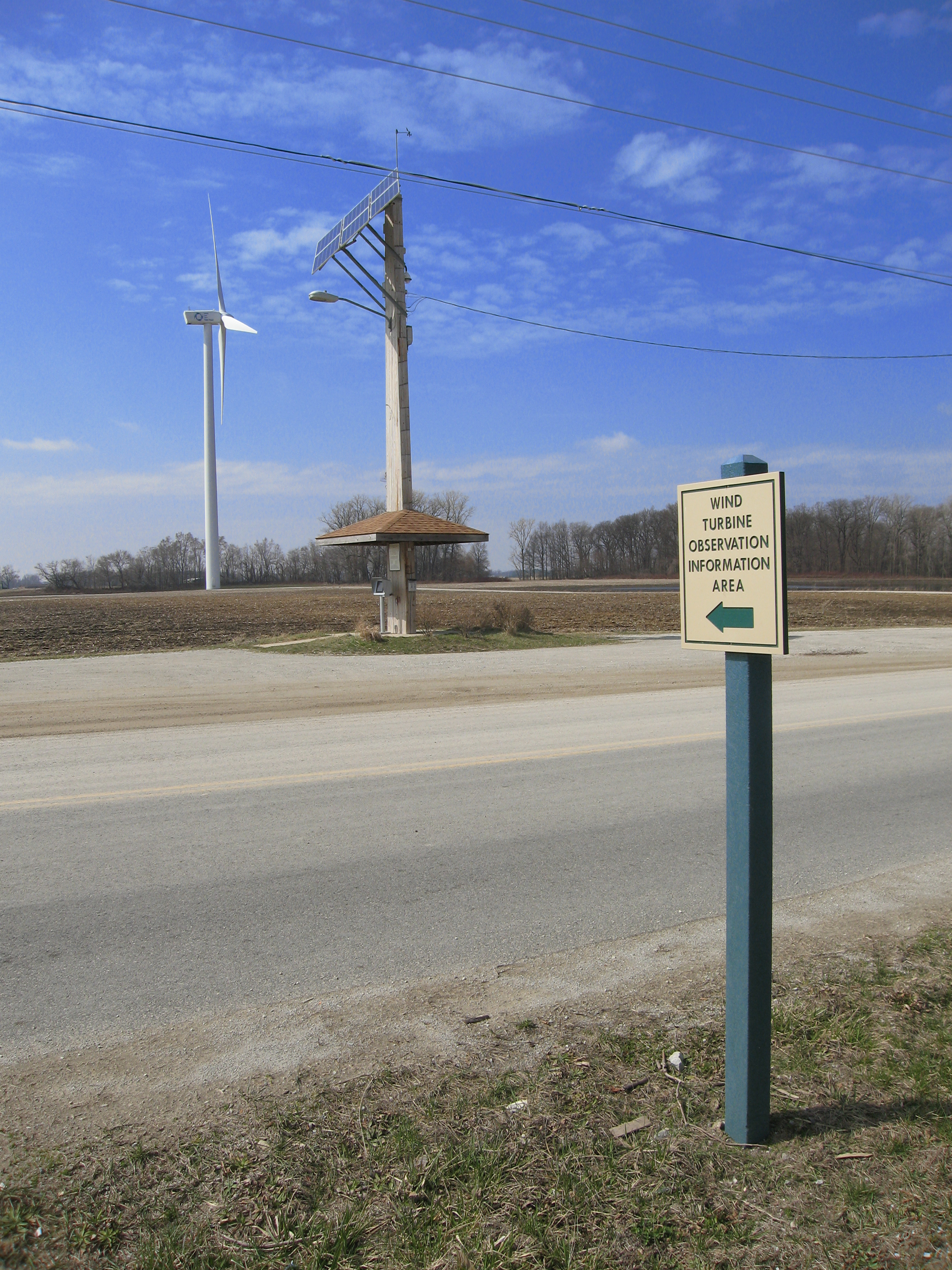
Área de visitantes y kiosco de información.

### Centro de Ciencias de Great Lakes
El Great Lakes Science Center instaló un Vestas V27-225 reacondicionado   kW turbina eólica en 2006, fuera de su edificio del museo en Cleveland costa norte del puerto entre el estadio de Cafés de Cleveland y el Salón de la Fama del Rock and Roll ( 41°30′24″N 81°41′48″O / 41.506661, -81.696769 ). El complejo de entretenimiento North Coast recibe 1.5 millones de visitantes por año, y el aerogenerador aparece regularmente en las transmisiones de noticias locales y en los Cleveland Browns NFL, lo que lo convierte en uno de los aerogeneradores más vistos del mundo.
 

La turbina eólica originalmente operaba en un parque eólico en Dinamarca, que revendió la turbina eólica mientras se activaba a turbinas eólicas más nuevas y más grandes. El terreno alrededor del aerogenerador presenta una exhibición de arte titulada Sombra y luz . La pantalla incluye pasarelas que se alinean con la sombra del aerogenerador al mediodía solar y dos horas, once minutos después del mediodía solar, respectivamente. En los equinoccios vernal y otoñal, la sombra del aerogenerador también se alinea con los pasillos por longitud. Así, la turbina eólica funciona como un gran gnomon en un reloj de sol incompleto. La pantalla incluye cajas de bombillas encerradas en concreto en un lado de una plaza alrededor de la base del aerogenerador, que representa la cantidad de electricidad consumida por el hogar estadounidense promedio en un año. 

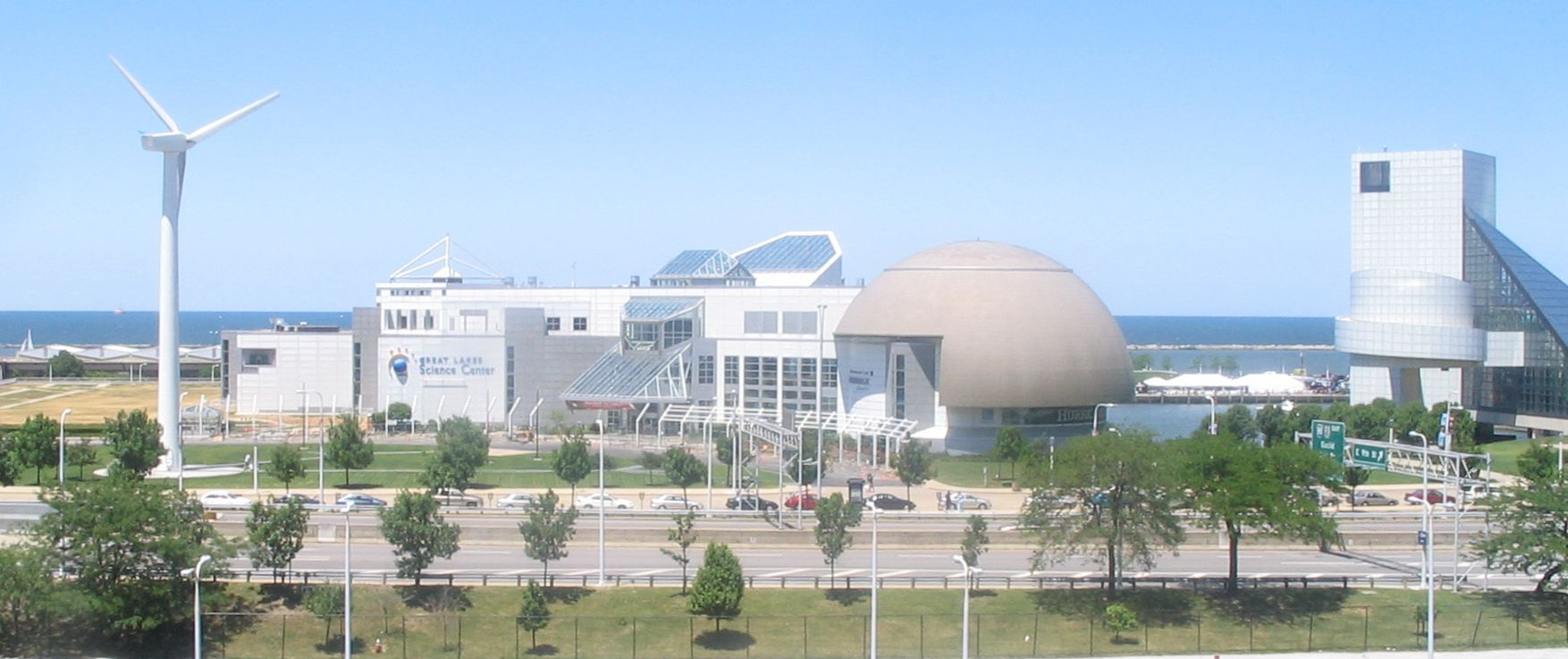
Vestas V27 en el Great Lakes Science Center en Cleveland, Ohio
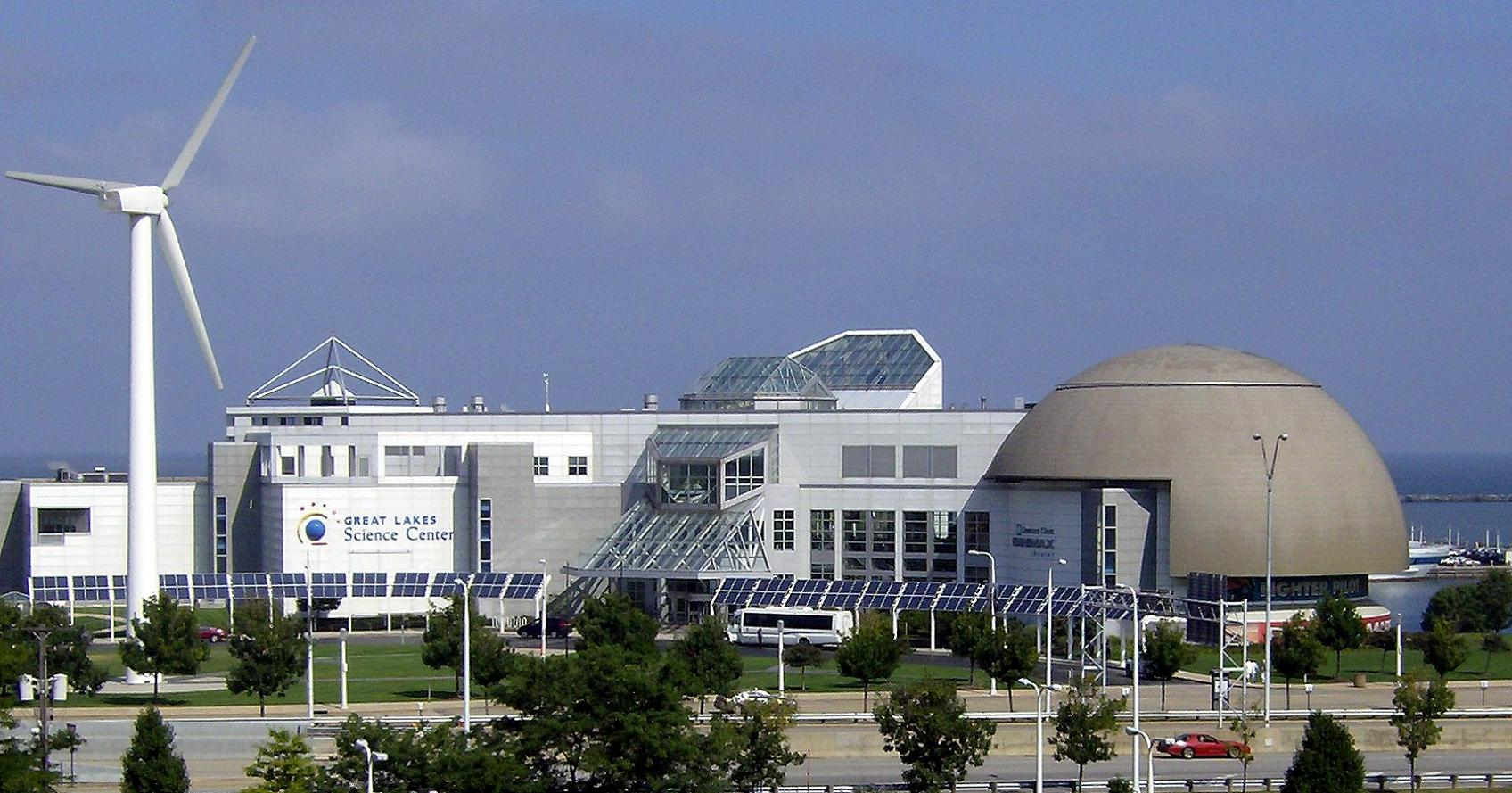
Otra vista del GLSC y su aerogenerador.
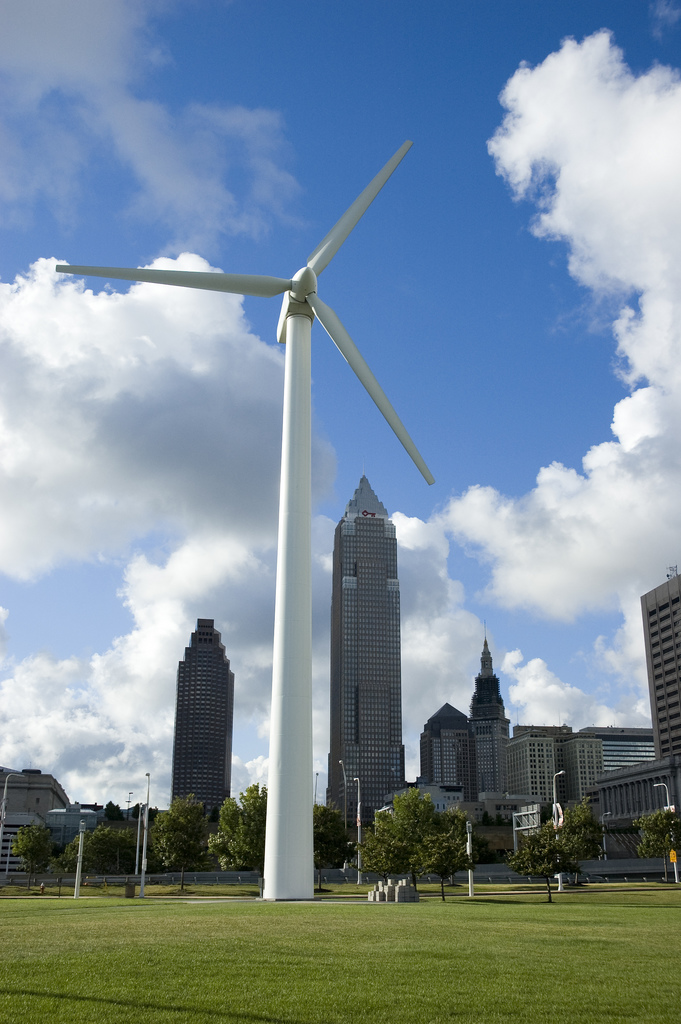
Foto de primer plano de la turbina de viento contra el horizonte de Cleveland

### One EnergyWind paraproyectos industriales
Findlay, Ohio, la empresa de energía eólica de generación distribuida localizada One Energy ha desarrollado y construido nueve proyectos de Wind for Industry hasta la fecha, con tres proyectos en construcción en octubre de 2018. Wind for Industry describe proyectos de energía eólica en los que los aerogeneradores a escala de servicio público se instalan en el sitio y se interconectan en el lado de una instalación de su medidor de servicio público (un proceso conocido como viento de generación distribuida o detrás del medidor, que a veces sigue la medición neta ). Estos proyectos están diseñados para lograr una reducción significativa del consumo eléctrico de una instalación industrial de la red . La lista de generación en el sitio de One Energy incluye: 

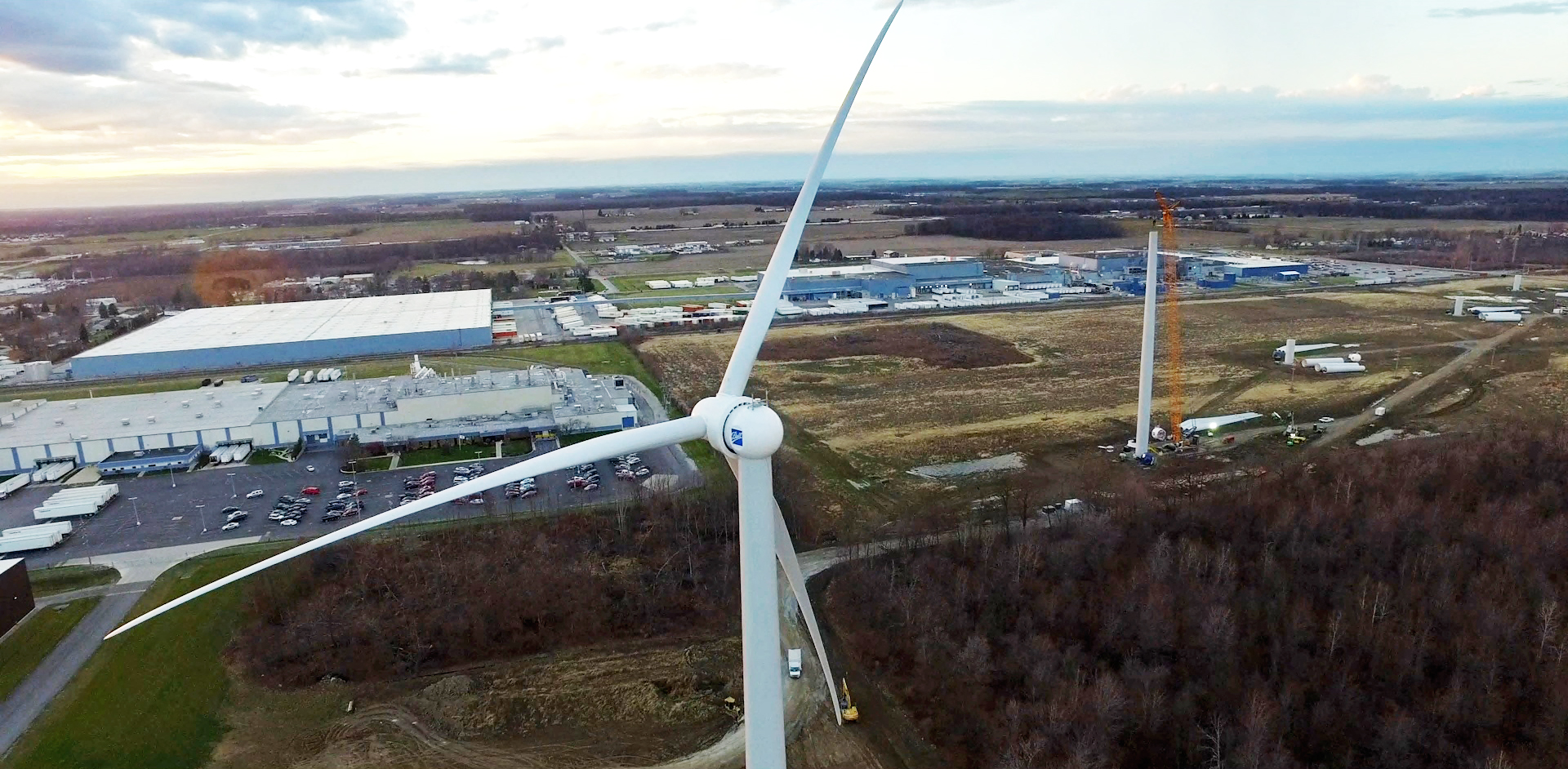
Turbina Wind for Industry construida para la división de metales de Ball Corporation en Findlay, Ohio

- Cooper VWs Wind VW en Van Wert, OH - 4,5 MW - Operando desde 2011[20]
- Haviland Wind en Haviland, OH - 4,5 MW - Operando desde 2012[21]
- Proyecto Zephyr Wind de Ball Corporation en Findlay, OH - 4,5 MW - Operando desde 2015
- El parque eólico Findlay de Whirlpool Corporation en Findlay, OH - 3.0 MW - Operando desde 2015[22]
- Marathon Petroleum 's Harpster Wind en Harpster, OH - 1.5 MW - Operando desde 2016[23]
- El proyecto eólico Marion de Whirlpool Corporation en Marion, OH - 4,5 MW - Operando desde 2017[24]
- Proyecto Eólico Ottawa de Whirlpool Corporation en Ottawa, OH - 1.5 MW - Operando desde 2018[25]
- El parque eólico Findlay de Valfilm Corporation en Findlay, OH - 3.0 MW - Operando desde 2018[26]
- El parque eólico Greenville de Whirlpool Corporation impulsa una instalación de KitchenAid en Greenville, OH - 4,5 MW - En funcionamiento desde 2018[27]
- Proyecto eólico Findlay Wind de Autoliv-Nissin Brake Systems en Findlay, OH - 1.5 MW - En construcción 2018[28]